# Endmast

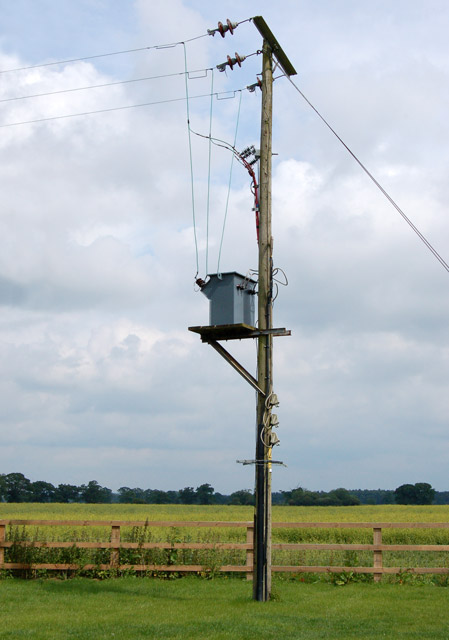
Hölzerner Endmast mit Masttransformator und Erdkabelanschluss

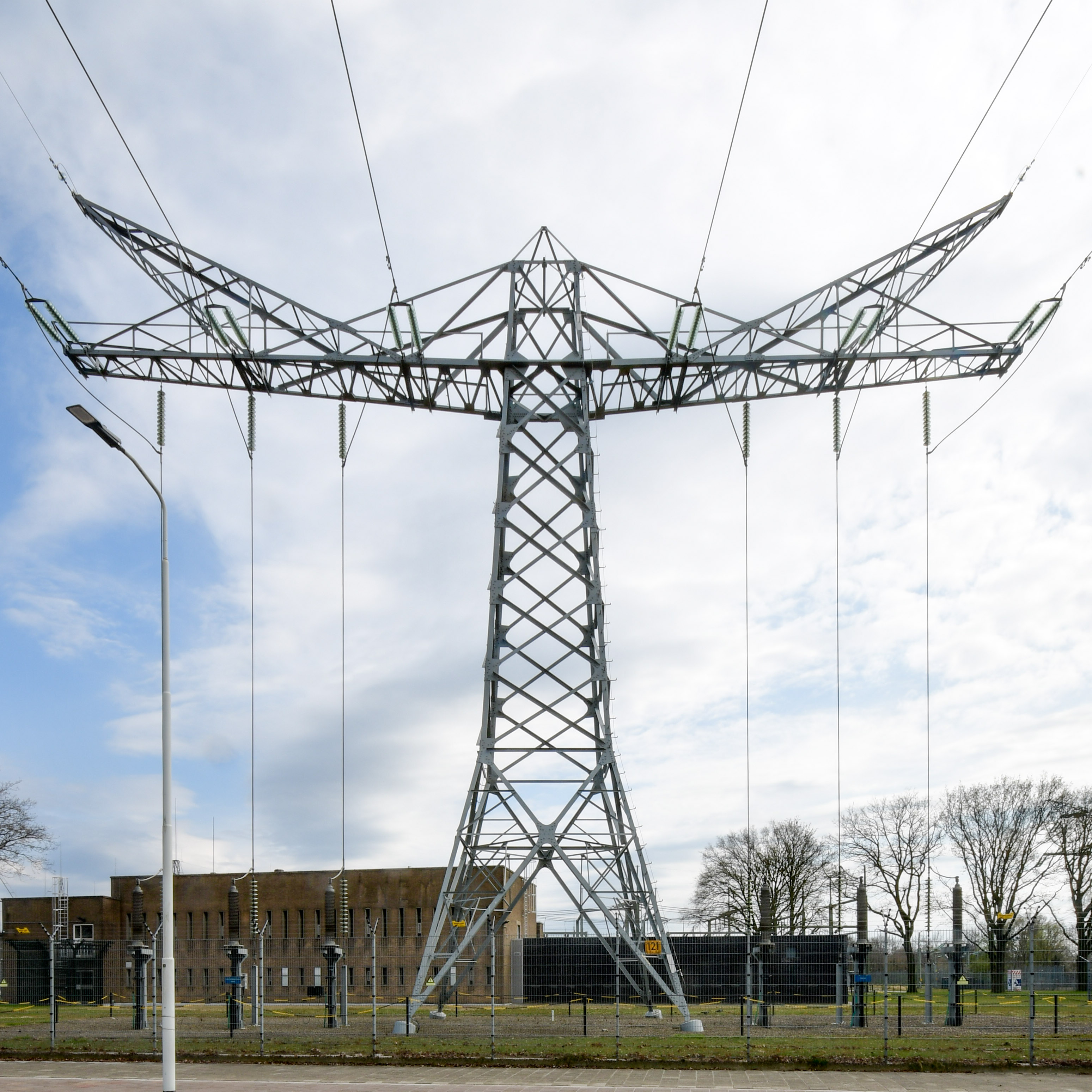
Als Einebenenmast ausgeführter Endmast mit Kabelgarten

Ein Endmast ist ein Mast, an dem eine Freileitung des Stromnetzes endet.
An einem Endmast findet in der Regel ein Übergang von einer Freileitung in Erdkabel oder eine Einspeisung in einen Masttransformator statt. Alternativ können die Leitungen auf eine Schiene im Umspannwerk geführt werden; hierfür wird aber gewöhnlich ein Abspannportal eingesetzt. 
Ein Endmast entspricht in seiner Bauart einem Abzweigmasten, an dem von einer Freileitung ein Erdkabel abzweigt. Gelegentlich werden solche Abzweigmaste zu Endmasten, nachdem die Freileitung in eine Richtung demontiert wurde. Endmaste werden oft als Einebenenmast ausgeführt, damit die Freileitung hindernisfrei in ein Erdkabel überführt werden kann.
Der Übergang vom Kabel zur Freileitung erfolgt bei Nieder- und Mittelspannungsleitungen auf dem Mast, bei höheren Spannungen mitunter in einem Kabelgarten, der den Endmast umgibt.